# Ramón Allende Padín

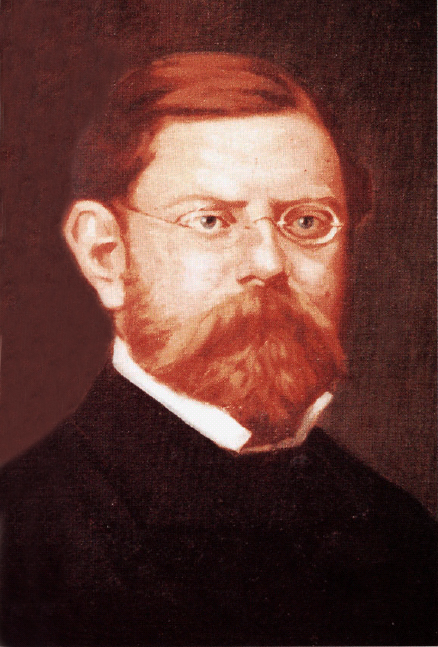
Ramón Allende Padín, 1884

Dr. Ramón Allende Padín, der rote Allende (* 1845 in Chile; † 1884) wurde als Sohn von Gregorio Allende Garcés und María Salomé Padín geboren. Er war Mediziner, Politiker der radikalen Partei Chiles und Freimaurer.
Ramón wurde wohl aus zwei Gründen auch der rote Allende genannt: zum einen aufgrund seiner radikal liberalen politischen Anschauungen, zum anderen wegen seiner auffälligen roten Haarfarbe.

## Leben
Er studierte Medizin und schrieb 1865 auch ein Buch über den Zusammenhang von Hygiene, Sterblichkeit und Armut durch Typhuserreger.

### Familie
Er heiratete Eugenia Castro del Fierro und bekam mit ihr 4 Kinder: Tomás Allende Castro (Großvater der Schriftstellerin Isabel Allende Llona), Salvador Allende Castro (Salvador Allendes Vater), Ramón Allende Castro und Ana Allende Castro.

### Politik
1871 wurde er als Abgeordneter ins Parlament gewählt und vertrat dort acht Jahre lang die radikale Partei. In dieser Zeit kämpfte er für die Bürgerrechte, die Trennung von Staat und Kirche und die Säkularisierung der Friedhöfe und der Personenstandsakte. Auch die Gründung der ersten weltlichen Schule (woraufhin er von der Kirche exkommuniziert wurde) und der ersten Geburtsklinik Santiagos geht auf seine Anregung zurück.
1879 legte er sein Amt allerdings nieder, um als Freiwilliger der chilenischen Armee in den Salpeterkrieg zu ziehen, aus dem er gesundheitlich angeschlagen zurückkehrte und an den Folgen 1884 starb.